# Lester Moré
Lester Moré (* 13. září 1978) je kubánský fotbalový útočník a reprezentant, momentálně hrající za americký celek Los Angeles Misioneros FC.
Zúčastnil se fotbalového Gold Cupu 2007. Se 29 góly je nejlepším střelcem kubánské reprezentace.[zdroj?]